# Josef Sudek

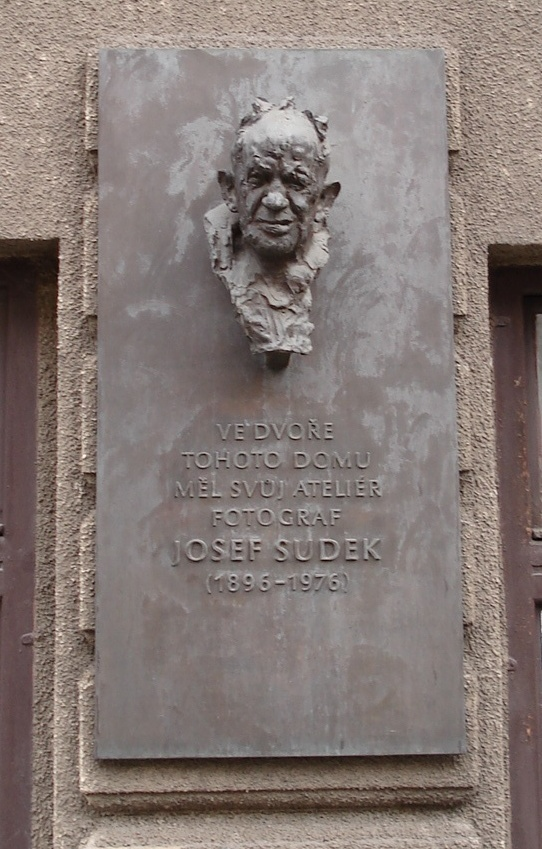
Josef Sudek.

Josef Sudek, född 17 mars 1896 i Kolín, Tjeckien, död 15 september 1976 i Prag,  var en framstående tjeckisk fotograf.
Mest känd är Sudek antagligen för sina nattfotografier i Prag. Han skadades svårt under första världskriget och man var tvungen att amputera hans ena arm. Trots detta lyckades han under hela sitt liv släpa med sig sin otympliga kamerautrustning dit han behövde.
Asteroiden 4176 Sudek är uppkallad efter honom.